# Ipomoea fissifolia
Ipomoea fissifolia es una especie de planta fanerógama de la familia Convolvulaceae.

## Clasificación y descripción de la especie
Enredadera lignescente, voluble, sin pelos; tallo ramificado; hoja de contorno orbicular a ovado, profunda y palmadamente (5)7 a 9-lobada, de 2 a 14 cm de largo, de 2 a 14 cm de ancho; inflorescencia con (5)10 a 40 flores; sépalos desiguales, redondeados, de 2.5 a 6 mm de largo, los exteriores más pequeños, glabros; corola más o menos con forma de embudo (infundibuliforme), de 3.4 a 4.2 cm de largo, de color cobre, rojiza a verde-rojiza; el fruto es una cápsula subglobosa, de 8 a 10 mm de largo, con 2 a semillas, cubierta de pelos cortos.

## Distribución de la especie
Es una especie endémica de Michoacán, en la región de la Sierra Madre del Sur. Aparentemente es muy escasa, pues se ha colectado en pocas ocasiones, y en los últimos años no se han encontrado las poblaciones reportadas anteriormente.

## Hábitat
Prospera entre los 1400 y los 1450 m s.n.m. Florece en octubre y noviembre.

## Estado de conservación
No se encuentra bajo ningún estatus de protección.